# 芝加哥 (音樂劇)
《芝加哥》（英語：Chicago）是一部美國音樂劇，由約翰·坎德（John Kander）作曲、佛列德·艾伯（Fred Ebb）作詞，以及艾伯和卜·科西（Robert Louis "Bob" Fosse）寫的劇本。內容設定在爵士時代的芝加哥，改編自記者瑪琳·達拉絲·華金絲（Maurine Dallas Watkins）1926年同名舞台劇《芝加哥》，內容關於她報導過的真實犯罪活動。學者評論，這部音樂劇是諷刺移民熱、禁酒令、爵士潮的“喧囂年代”中，刑事司法腐敗和「明星罪犯」現象。
最初，該百老匯音樂劇於1975年在第46街劇院開幕，並且表演了936場，直到1977年為止。卜·科西精心設計了該音樂劇，而他的風格與該表演變成非常一致。繼1979年西區表演600場後，於1996年在百老匯重演《芝加哥》，而一年後在西區重演。
2002年歌舞電影版《芝加哥》贏得奧斯卡金像獎的最佳電影獎。

## 故事簡述

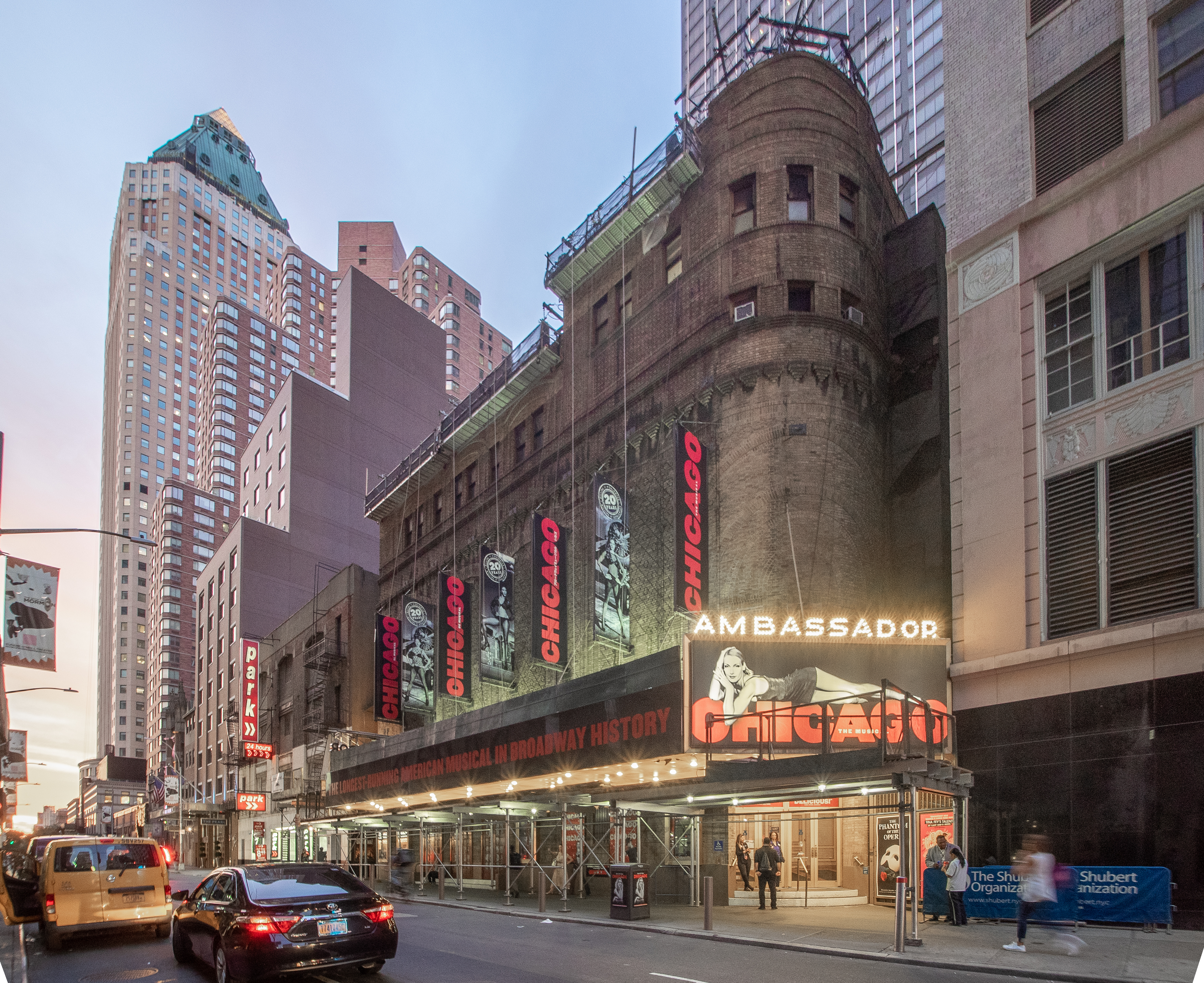
纽约市曼哈顿中城剧院区

《芝加哥》講述發生在「風城—芝加哥」的故事，主角Roxie Hart在芝加哥為數眾多的歌舞團裡作一名小小的伴舞，當然她也和其他人一樣夢想著有朝一日成為明星。她已經結婚，丈夫Amos雖然是個好得不能再好的老實人，卻因為太過平庸而沒有任何光彩，是那種走到哪裡都不會讓任何人再看他第二眼的人。有一天，Roxie發現她的情人，本區的家具推銷員一直以來都在欺騙她，因此一怒之下開槍打死了他。 Roxie原想讓一定會被判無罪的Amos替她頂罪，卻因為Amos認出了家具推銷員的名字而破滅。 Roxie被帶到了女子監獄，從此，她的生活就大大不同了。
在監獄裡，有各式各樣的女殺人犯。其中最出名的一個要算Velma Kelly。她原來和妹妹一起有個姐妹歌舞團，兩人一起表演，結果她發現她的丈夫和她的妹妹通姦，於是她開槍把兩個人都打死了，這案子在芝加哥城裡沸沸揚揚已經傳了好一陣子。 Roxie發現Velma在監獄裡的地位舉足輕重，她向Velma討教，後者對她斥之以鼻。倒是女舍監「媽媽」在要了一百塊電話費之後，給了她一條忠告，去找Billy Flynn。
Billy Flynn可以說是芝加哥的一大人物，他是城裡辦兇殺案最好的律師，沒有人比他更了解女人、陪審團、媒體和大眾的心理。當然，他的價錢也不低，不管是誰，先拿五千塊錢出來。她的丈夫Amos只有四處奔走，把錢籌到交給了Billy Flynn。很快，Roxie就在他的教導下一板一眼地舉行了無數次新聞發布會，她的案子越來越受人注目，以至於連Velma都無人問津了。
Velma發覺了自己地位的下降，她找到Roxie，竭力向她講述兩個人合作的好處，她們可以重新把雙人歌舞團的生意做下去。但Roxie記得當初自己得到的冷遇，對此毫不動容。
又一件女人杀人案轰动了芝加哥城。这次的杀人犯Kitty在Billy Flynn和各家媒体的记者簇拥下拥进了监狱，她的态度爆孽嚣张，Roxie一眼就明白她的风头将超过自己。但是Roxie也不是省油的灯，她急中生智假装昏倒，然后吐出“我没有关系，但是我那没出世的孩子--”的话。於是立刻所有的镁光灯又打向了她。几小时后全城都开始讨论她那没出世的孩子的爹是谁。
之后Billy Flynn帮Roxie找了个医生，但是Roxie对Billy Flynn曾经想抛弃她的态度觉得相当不满，而且她认为是她自己想出怀孕的故事，Billy Flynn实在没有什么能力。就在这时，当地区法院连续了47年的规矩被打破了，一个女人被送上了绞架(而且她还是在这群杀人犯里面唯一无辜的一个)。Roxie和Velma才忽然意识到自己的将来，慌乱起来。她们找到了Billy Flynn要求帮助。
在法庭上，Billy Flynn当众质问Roxie的丈夫Amos，他是否能接受Roxie的小孩(因为那个未生的孩子显然不是他的)，忠厚的Amos同意了，於是所有的媒体一片欢呼，大家都感激Amos的宽宏大量，为Roxie高兴。Billy Flynn让Velma去找警察，说她同意给Roxie做伪证，条件是必须把她放出来。果然Velma在庭上作证，但是Billy Flynn振振有词地驳倒了她的证词，最后Roxie还是被宣布无罪释放了。
街上的报纸摊早已摆好了两种报纸，“有罪”和“无罪”。一听到从法庭来的消息，报商们马上搬出“无罪”的报纸大卖特卖起来。
可惜，Roxie的热潮没有持续下去，她刚要接受记者们的采访，忽然法庭外面一个女人光天化日之下就开枪打死了一个男人，所有的记者和Billy Flynn一起狂奔出去，再没有人看她一眼。
最后，Roxie和Velma合作，成立了双人合唱团，她们拿着枪在舞台上载歌载舞，爵士乐的伴奏美妙绝纶。

## 经典歌曲
《All That Jazz》、《Cell Block Tango》等。

### 搬上舞台
1975年6月《芝加哥舞台劇》於紐約46街劇院首度公演。1975年百老匯三大奇才約翰·坎德、佛列德·艾伯及鮑勃·福斯，把此故事改編成為音樂劇，將原作的謀殺、貪婪、人性陰謀，藉動人心弦的歌舞盡情展現，並將故事重點從描繪報界的腐敗，轉移至娛樂圈和報界互相利用的題材，這種較生活化且易於消化的主題更容易獲得接受。果然演出後贏得一致好評，成為極受歡迎的百老匯舞台劇。
之後，有音樂劇版的《芝加哥》出現。是由百老匯的巴里與弗妮·韋斯勒（Barry & Fran Weissler）、大衛·艾金斯企業（David Atkins Enterprises）及國際管理集團（IMG）在澳洲聯合製作重演，此劇曾囊括六項東尼獎（1997年，獲得東尼獎最佳重演音樂劇、最佳導演、最佳舞蹈編排、最佳音樂劇女主角、最佳音樂劇男主角及最佳燈光設計），並被譽為近十年最成功的音樂劇。
此齣令人讚賞的音樂劇，觀眾人數多達650萬，在11個國家的多个城市作巡迴演出，包括紐約、倫敦、洛杉矶、三藩市、拉斯維加斯、華盛頓、東京、維也納、悉尼、多倫多、渥太華、溫哥華、柏林、墨爾本、斯德哥爾摩等。

#### 音樂劇演出陣容
- 製作群
  - 導演：華特·鮑比（Walter Bobbie ）
  - 舞蹈編排：安·萊金（Ann Reinking）
  - 首席音樂總監及表演者：大衛·艾金斯（David Atkins）
  - 執行監製：麥金斯·霍有斯（Ken Mackenzie-Forbes）
  - 監製：巴里與弗妮·韋斯勒（Barry & Fran Weissler）
  - 原創者：約翰·坎德（John Kander）
- 演員陣容
  - 蘿西·哈特（Roxie Hart）：謝茜亞·姬寶（Chelsea Gibb）飾演
  - 薇瑪·姬利（Velma Kelly）：莎朗·米勒切普（Sharon Millerchip）飾演
  - 比利·弗林（Billy Flynn）：西門·伯光（Simon Burke）飾演
  - 艾莫斯（Amos Hart）：格藩·布徹（Glenn Butcher）飾演
  - 莫頓「媽媽」（Mama Morton）：瑪莉亞·默西迪斯（Maria Mercedes）飾演
  - 瑪莉·陽光（Mary Sunshine）：D.P.泰勒（D.P.Taylor）飾演

## 改編作品
「芝加哥」原著被多次改編成電影上映，分別是1927年的默片《芝加哥》與另一部在1942年推出的《艷姬逢春》。

### 2002年電影版本
米拉麥克斯影業早在1994年就已經獲得坎德、艾伯及福斯等人所編《芝加哥》音樂劇的電影版權，經過七年多的籌劃與資商，決定正式開拍。導演由洛·馬素(Rob Marshall)擔任，其正好兼具導演以及編舞專家的雙重身份，曾六度獲東尼獎提名，也是迪士尼音樂電影《小安妮》（Annie）的導演。
影片網羅當今荷里活兩位性感巨星凱瑟琳·澤塔-瓊斯及蕾妮·齐薇格，分別飾演劇中的薇瑪·姬利（Velma Kelly）及蘿西·哈特（Roxie Hart），導演認為李察·基爾是飾演律師比利·弗林（Billy Flynn）的不二人選。他更請來排舞老師辛西亞·歐若比亞（Cynthia Onrubia）教導李察·基爾跳踢踏舞，辛西亞是百老匯最著名的舞蹈老師之一，她從由初階開始教起，幾個月後李察·基爾確有脫胎換骨的進步，在銀幕上盡展耳目一新的舞藝功力。三人在導演與排舞老師指導下，親身上場演出連場精彩歌舞，配合扣人心弦的故事情節，正式上映前已被譽為2003年奧斯卡的大熱奪獎之作。而影片還正式上映前，已獲金球獎八項提名。
電影版中充斥著陰謀、愛情、背叛、競爭和友誼。隨著羅克西的世界從監獄轉到法庭，這部盛大的音樂歌舞片迅捷地在現實和幻覺間切換，推動劇情發展。繼1968年的《孤雛淚》（Oliver!）之後，《芝加哥》獲得2003年第75屆奧斯卡金像獎最佳影片奬，結束了三十多年音樂劇改編電影無法獲得最佳影片的記錄。